# Aeroporto Perales
O Aeroporto Perales (em castelhano:  Aeropuerto Perales) (IATA: AXM, ICAO: SKAR) é um aeroporto colombiano localizado a 11 km do centro da cidade de Ibagué, no departamento de Tolima.

## Companhias Aéreas e Destinos
| Companhias         | Cidades                           | Aliança       |
| ------------------ | --------------------------------- | ------------- |
| Avianca 1 destino  | Doméstico (1): Bogotá             | Star Alliance |
| EasyFly 2 destinos | Domésticos (2): Bogotá / Medellín | N/A           |